# Amtsvogtei Scheeßel
Die ehemalige Amtsvogtei Scheeßel wurde als Wohn- und Wirtschaftsgebäude in der niedersächsischen Gemeinde Scheeßel in der ersten Hälfte des 19. Jahrhunderts gebaut. Aktuell (2025) wird sie als Dienstsitz der EWE AG genutzt.
Das Gebäude steht unter Denkmalschutz (siehe auch Liste der Baudenkmale in Scheeßel).

## Geschichte und Beschreibung
Scheeßel wurde 1205 als Archidiakonat genannt und gehört zum heutigen Landkreis Rotenburg (Wümme).
Bis 1839 war der Standort der Amtsvogtei unmittelbar neben dem heutigen Rathaus Scheeßel. 1839 brannte das Gebäude ab und die Amtsvogtei erhielt in der Mühlenstraße ein neues Domizil. Das Königliche Ministerium Hannover kaufte 1841 deshalb für die Amtsvogtei das 1816 erbaute private Wohnhaus des Amtsvogtes und Kötners Adolf Crome in der Mühlenstraße 13–17.
Das eingeschossige giebelständige große Wohn- und Wirtschaftsgebäude als Vierständer-Hallenhaus in Fachwerk mit Steinausfachungen, ziegelgedecktem Satteldach, regionaltypischer senkrechter Verbretterung in den oberen Giebeldreiecken und der Grooten Door mit Korbbogen und barockisierender Tür wurde 1816 (Inschrift) als sogenanntes Vorwerk gebaut. Von 1841 bis 1882 war hier im Eigentum des Königreichs Hannover der Amtssitz des Vogtes. Als nachträgliche Veränderungen wurden das große Dachhaus im Wohnteil in der östlichen Dachfläche, das kleinere Dachhaus in der westlichen sowie ein eingeschossiger Anbau nach Süden hinzugefügt.
Ab 1866, nach Abschaffung der Amtsvogteien, wurde das Gebäude bis 1882 vom letzten Amtsvogt bewohnt. 1977 erwarb die Gemeinde Scheeßel das Haus und 1993 die Gemeindewerke. Heute befindet sich das sanierte Gebäude im Eigentum der EWE AG.
Im hinteren Teil des Vogteiparks befindet sich ein archäologisches Denkmal, ein vermutlich aus der Jungsteinzeit stammender Grabhügel.
Das Landesdenkmalamt befand u. a.: „… orts-, bau- und kunstgeschichtlicher, straßen- und ortsbildprägender Zeugniswert ….“
Vögte als Vertreter eines Feudalherrschers gab es seit der Zeit der Karolinger. Amtsvogteien wurden 1866 in der preußischen Provinz Hannover abgeschafft.